# Стельмах Дмитро Михайлович
Сте́льмах Дмитро́ Миха́йлович (нар. 1957, Київ) — український письменник і перекладач, син Михайла Панасовича Стельмаха. Член Національної спілки письменників України з 1991 року.

## Біографія
Народився в Києві в родині письменника Михайла Панасовича Стельмаха. Закінчив Київський університет та Міжнародний інститут менеджменту (МІМ-Київ). Працював науковим співробітником Державного музею українського образотворчого мистецтва, редактором видавництва «Мистецтво».

## Творчий доробок
Перекладає з англійської. Переклав твори Рея Бредбері, Марка Твена, Брета Гарта, Катаріни Прічард, Чарлза Персі Сноу, Реймонда Муді, Джона Фаулза, Далтона Трамбо, Філіпа Пуллмана, Енід Блайтон, Нортона Джастера та інших.
Автор гумористичної повісті «Фарс-мажор», книги спогадів «Скелети в письменницьких шафах».

## Премії та відзнаки
- Літературна премія імені Михайла Стельмаха журналу «Вінницький край» (2016)[2]

## Джерело
- Біографічна довідка у виданні Дмитро Стельмах. Скелети в письменницьких шафах. — Київ: Либідь, 2013, с. 167.